# 3306 Byron
För andra betydelser, se Byron (olika betydelser).
3306 Byron eller 1979 SM11 är en asteroid i huvudbältet som upptäcktes den 24 september 1979 av den rysk-sovjetiske astronomen Nikolaj Tjernych vid Krims astrofysiska observatorium på Krim. Den har fått sitt namn efter den brittiske poeten Lord Byron.
Den tillhör asteroidgruppen Flora.